# Hipódromo de Valonia
El Hipódromo de Valonia (en francés: Hippodrome de Wallonie) es el único sitio habilitado para carreras de caballos en Región Valona en el sur de Bélgica. Se ubica en "Bois Brûlé" en Ghlin, una sección de la ciudad de Mons. La empresa que organiza competiciones de trote y galope en esta pista de carreras fue fundada en diciembre de 1999. El Hipódromo de Valonia cuenta con dos pistas para dar cabida a carreras: una pista de 1.400 metros de fibra de arena reservada para las carreras de galope; una pista "dura", con curvas cerradas, largas de 1.100 metros, dedicadas a carreras con arnés. Se disputan las competencias los lunes por medio (excepto en verano). El gran evento del año es el Gran Premio de Valonia.